# Flor Grammens

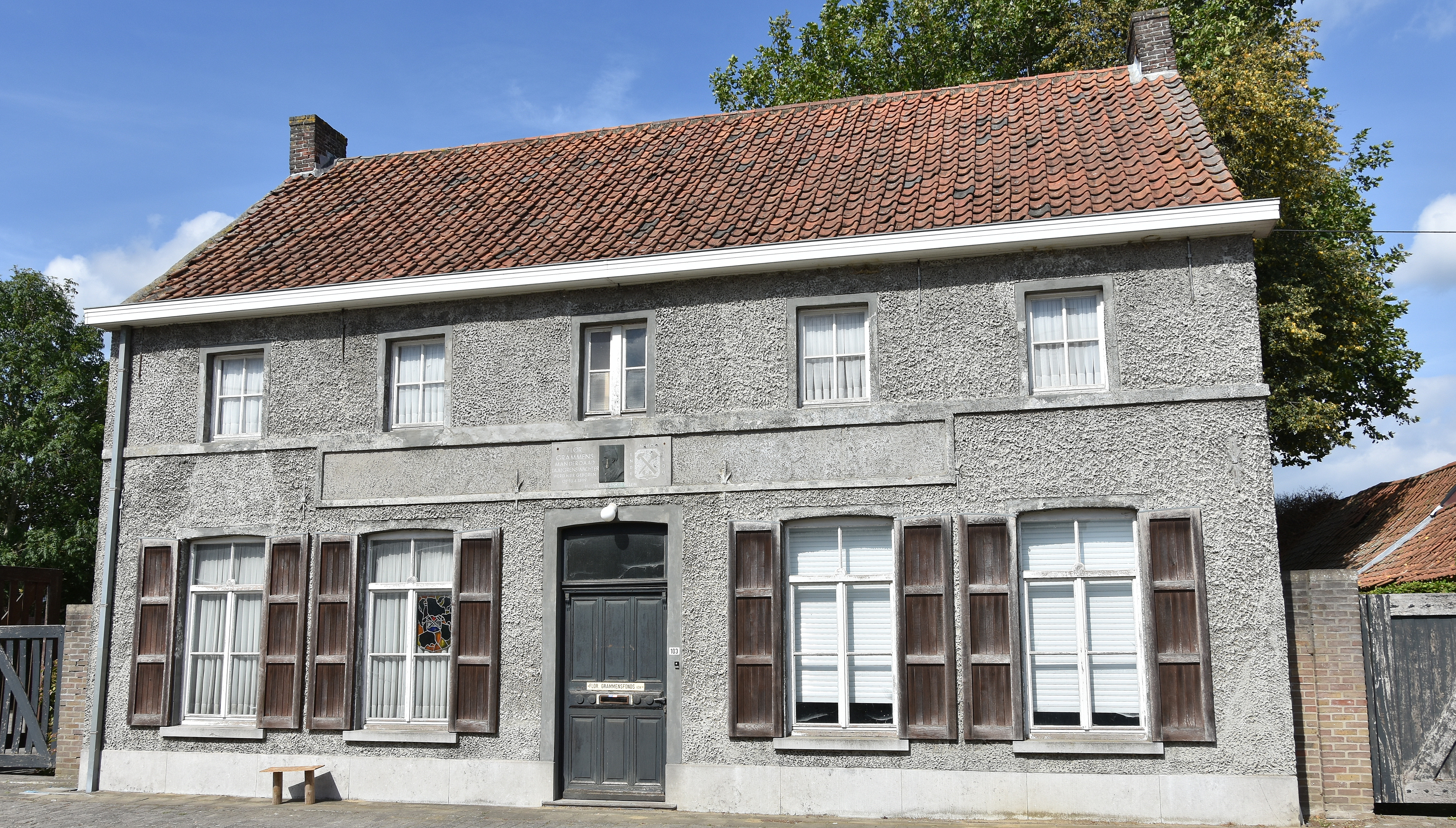
Het geboortehuis van Flor Grammens in Bellem

Flor(imond) Gustaaf Frederik Grammens (Bellem, 13 april 1899 - Deinze, 28 maart 1985) was een taalactivist, Belgisch politicus voor het VNV, en collaborateur in de Tweede Wereldoorlog. Hij ijverde voor de toepassing van de taalwetten en het vastleggen van de taalgrens in België.

## Levensloop

### Opleiding
Grammens was de zoon van een adjudant van de Rijkswacht. Het gezin met twee dochters en een zoon verhuisde in 1910 naar Aalter. Grammens volgde les aan het Franstalige Sint-Vincentiuscollege in Eeklo. Tijdens de Eerste Wereldoorlog ging hij naar de normaalschool in Sint-Niklaas, waar hij in 1919 zijn onderwijzersdiploma behaalde. Hij werd onderwijzer aan het college van Kortrijk en verhuisde naar Ronse, een stad met taalfaciliteiten voor Franstaligen.
Grammens was er actief in het Davidsfonds, de Christelijke Volksbond en de Jeugdstudiekring. De taalsituatie in Ronse bracht hem in contact met andere Vlaamsgezinden zoals de later ter dood veroordeelde collaborateur Leo Vindevogel en de algemeen voorzitter van het Davidsfonds Arthur Boon. In 1931 werd Grammens inspecteur van het technisch onderwijs.

### Taalgrensactie
Op vraag van Boon hield Grammens op het Algemeen Davidsfondscongres in 1926 een voordracht over de Taaltoestanden in de streek Avelgem-Ronse-Twee Akren. Dit werd het begin van zijn vele optredens als voordrachtgever in Vlaanderen.
Grammens maakte in 1927 een voetreis langsheen de hele taalgrens, waarbij hij de taaltoestand ter plaatse onderzocht. Hij stichtte mee het comité Taalgrens wakker!, gevormd door het Davidsfonds, de Vlaamse Toeristenbond en het Algemeen-Nederlands Verbond, en richtte vanaf 1929 verschillende plaatselijke taalgrensactiegroepen op, waarvan hijzelf de vergaderingen leidde. In 1931 stichtte hij bijvoorbeeld op eigen houtje de Kristen-Vlaamse Taalgrensaktie, die bestond uit zes verschillende actiegroepen in verschillende deelgebieden van de taalgrens. In 1929 en 1930 ondernam hij ook per auto een studiereis langs de taalgrens in het gezelschap van volksvertegenwoordiger August De Schryver.
Grammens ijverde voor de eentaligheid van Vlaanderen en begon in 1930 meer en meer in de taalgrensgemeenten, vooral na de hoogmissen, meetings te geven. Hierom werd hij meermaals geverbaliseerd. Mede door dergelijke acties en onder invloed van Grammens kwamen nieuwe taalwetgevingen tot stand: in 1932 de taalwetgeving op het onderwijs en de besturen, in 1935 die op het gerecht.

### Acties rond de Taalwet
Na de invoering van de taalwetten gaf Grammens het maandblad Taalgrenswacht uit, om de mensen over de nieuwe wetten voor te lichten. Er werd tijdens het ministerschap voor Binnenlandse Zaken van August De Schryver in de Regering-Van Zeeland II een commissie opgericht onder het voorzitterschap van Camille Huysmans om voorbereidend werk te doen met het oog op het officieel vaststellen van de taalgrens. De werkzaamheden van deze commissie bloedden dood, wat voor Grammens de aanleiding was om met spectaculaire acties aandacht te vragen voor de toepassing van de taalwetgeving.
Ondertussen evolueerde Grammens in Vlaams-nationalistische zin en verloor hij in zijn geloof in de parlementaire democratie. Bij de provincieraadsverkiezingen van 1936 trad hij in Oudenaarde op als onafhankelijk lijsttrekker van het VNV.

#### Rond de taalgrens
Grammens werd bekend toen hij vanaf januari 1937 eigenhandig Franstalige overheidsmededelingen, zoals straatnaamborden,  overschilderde. Zijn eerste actie betrof Edingen, een Vlaamse grensstad in de Waalse provincie Henegouwen. Volgens de taalwet moesten alle overheidsberichten tweetalig zijn, maar alle waren er eentalig Frans. Hij ageerde bij voorkeur in Vlaamse gemeenten aan de destijds niet officieel vastgestelde taalgrens (de huidige faciliteitengemeenten), die volgens de taalwetten tweetalige gemeenten waren.
Eveneens in januari slaagde hij er in uit het gemeentehuis van de Vlaamse gemeente Walshoutem - toen behorende tot de provincie Luik - eentalig Franstalige gemeenteraadsverslagen (wat tegen de taalwet was) als "bewijsstukken" mee te smokkelen naar het Ministerie van Binnenlandse Zaken. Daarna verplaatste de actie zich naar de Voerstreek, waar alle Franstalige wegwijzers en andere borden werden overschilderd. Na drie weken actie en verschillende interpellaties in het Parlement, beloofde minister van Binnenlandse Zaken De Schryver een onderzoek in te stellen naar de toepassing van de taalwet op de taalgrens. Grammens zou er zijn acties opschorten.

#### In de rest van Vlaanderen
Grammens kreeg veel bijval en actieve steun van de Vlaamse studentenbeweging. In februari 1937 verlegde hij met hun steun zijn actie naar de tweetalige gemeenten in Vlaanderen zelf, die volgens de taalwet eentalig moesten zijn. Op één nacht werden op meer dan 200 plaatsen de Franstalige opschriften overschilderd. Deze spectaculaire actie leidde tot heel wat nieuwe interpellaties in Kamer en Senaat. Deze acties werden gedeeltelijk gefinancierd door het Grammensfonds, een vereniging die voor dit doel werd opgericht in 1938.
Tot in 1939 werden deze acties verdergezet en vaak met resultaat. In Gent bijvoorbeeld werd de overschildering tot vier keer teruggedraaid door de gemeente. Ten slotte besliste de actiegroep alle borden kapot te slaan. Een week later besliste de gemeenteraad uiteindelijk de eentaligheid (die sinds 1932 wettelijk verplicht was) in te voeren en de verschillende processen-verbaal die waren opgesteld, niet door te spelen aan het gerecht.
Grammens werd voor zijn acties meermaals geverbaliseerd en zelfs in de gevangenis opgesloten. In januari 1938 ondernamen studenten een bestorming van de gevangenis van Tongeren, in een poging Grammens te bevrijden. Ook een poging een jaar later om hem uit de gevangenis van Oudenaarde te bevrijden mislukte. Op 3 juli 1938 werd in Gent een verzetsbetoging georganiseerd met enkele tienduizenden betogers om de vrijlating te eisen van Grammens die toen opgesloten zat in de gevangenis van Gent. Veel bij deze acties betrokken studenten, speelden later nog een belangrijke rol in de Belgische politiek.
Bij de verkiezingen van 1939 was Grammens onafhankelijk lijsttrekker van de VNV-lijst in het kiesarrondissement Antwerpen. Hij werd verkozen tot lid van de Kamer van volksvertegenwoordigers, wat hij bleef tot in 1946, en hielp het VNV in heel Vlaanderen aan een overwinning. Hij werd echter geen lid van de partij.
Tijdens de Tweede Wereldoorlog trad hij niet toe tot de Eenheidsbeweging-VNV maar bleef wel verder de Vlaamse zaak bepleiten. Hij werd lid van de door de Comité van de secretarissen-generaal opgerichte Commissie van Taaltoezicht, waarvan hij in december 1941 de voorzitter werd. Het werk van de commissie werd na de oorlog grotendeels tenietgedaan.
Na de oorlog werd Grammens gearresteerd door een verzetsgroep en werd hij geïnterneerd. In december 1946 werd hij door de Krijgsraad wegens collaboratie bij verstek (hij was dus gevlucht) veroordeeld tot twaalf jaar cel, wat in juli 1947 bij verzet verminderd werd tot tien jaar. In beroep kreeg hij in 1949 zes jaar celstraf en hij verloor levenslang zijn burgerrechten. Bij zijn vrijlating in 1950 richtte hij het Grammensfonds opnieuw op.
Tijdens de Wereldtentoonstelling van 1958 in Brussel – reeds sterk verfranst –  protesteerde hij samen met de Vlaamse Volksbeweging tegen het Franstalige karakter van deze manifestatie. Grammens werd andermaal veroordeeld omdat hij pekeieren had gegooid naar het Franse paviljoen. Later was hij nog betrokken bij de stichting van het Taal Aktie Komitee. In 1962 werd hij hersteld in zijn burgerrechten.

### Na de actie
Grammens bleef actief voordrachten geven en was pleitbezorger van een politieke integratie van Vlaanderen en Nederland, in een eengemaakt Europa. Voor zijn verdiensten in verband met de taalstrijd, ontving hij in 1971 de Marnixring-André Demedtsprijs van de Kortrijkse Marnixkring.
Hij was de vader van journalist Mark Grammens.
Na zijn dood werd het persoonlijk archief van Flor Grammens, in het bezit van het Grammensfonds, overgedragen aan de bibliotheek van de Campus Kortrijk van de KU Leuven.